# 真鍋和人
真鍋 和人（まなべ かずしと、1958年10月12日 - ）は、愛媛県新居浜市出身の元重量挙げ選手。1984年ロサンゼルスオリンピック重量挙げ男子52kg級銅メダリスト。中央大学卒業。